# Biblioteka kościelna

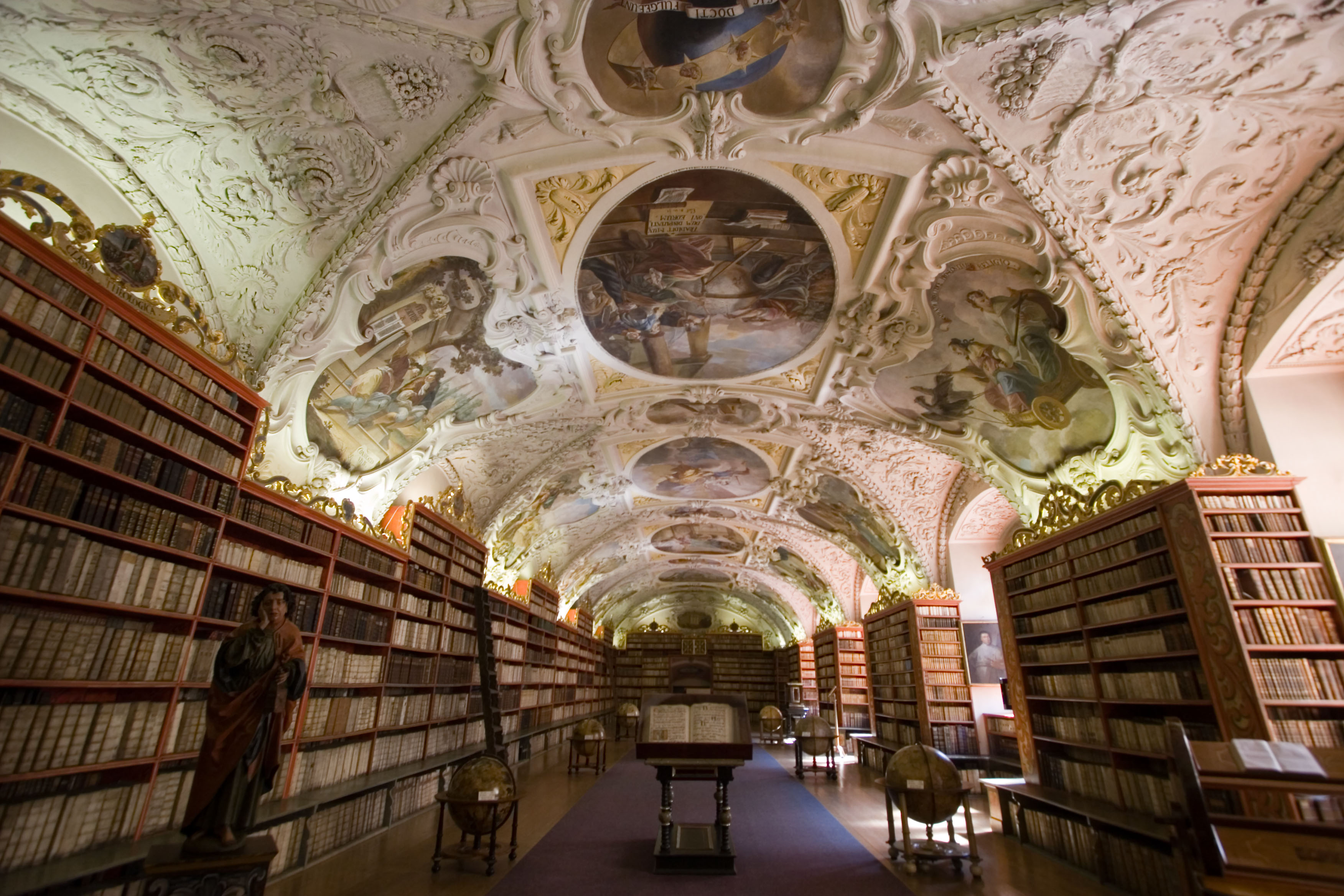
Biblioteka klasztorna w Pradze

Pierwsze biblioteki kościelne powstawały na przełomie V i VI wieku, powiązane były z przyklasztornymi skryptoriami, gdzie przepisywano rękopisy. Organizacje bibliotek zapoczątkowały reguły klasztorne, które nakazywały i określały obowiązki zakonników, zalecały przepisywanie rękopisów i organizowanie bibliotek.

## Budowa
Umiejscowione były w zakrystii, klasztorze lub specjalnej przybudówce przy kościele. Pomieszczenia te służyły zarówno do przechowania książek, ale również pełniły rolę czytelni i pracowni. Większe książki przymocowane były łańcuchami do pulpitów tzw. księgi łańcuchowe (łac. libri cantenati) a mniejsze składano w szafach. Przykuwanie książek miało zapobiegać kradzieżom cennych rękopisów. Stałość i nieruchomość książki jest cechą charakterystyczna dla bibliotek średniowiecznych.
Ściany bibliotek zazwyczaj były zdobione malowidłami i wierszami wychwalającymi mądrość i naukę. Jednym z najczęściej powtarzających się autorów wierszy był Izydor z Sewilli.
Na pulpitach i szafach znajdowały się spisy wszystkich dzieł zawartych w bibliotece, a także sygnatury, które odpowiadały tym zapisanym na grzbietach książek.

## Zawartość
W porównaniu do bibliotek starożytnych, biblioteki kościelne były niewielkie, liczyły od kilkunastu do kilkuset woluminów. Pod względem treści zbiory bibliotek dzieliły się na trzy główne grupy:
1. Pismo Święte i komentarze do Pisma;
2. Ojcowie kościoła i dzieła teologiczne;
3. Literatura świecka, zawierająca dzieła matematyczne, przyrodnicze, medyczne, filozoficzne, historyczne i prawnicze[5].

## Słynne średniowieczne biblioteki kościelne
- Biblioteka na wzgórzu Monte Cassino – Zakon Benedyktynów
- Biblioteki Klasztorów Studion oraz klasztoru na górze Athos
- Biblioteka Papieska w Rzymie